# Измаилов, Нурлан Тохтарович
Нурлан Тохтарович Измаилов — казахстанский пианист, профессор КазНУИ, Заслуженный деятель Казахстана. Профессор Казахского Национального университета искусств. Обладатель специальных призов на Всесоюзном конкурсе (1977), на Международном конкурсе им. С. В. Рахманинова (1983).

## Биография
Родился 24 апреля 1952 года в Алма-Ате в семье врачей. Окончил Республиканскую среднюю специализированную музыкальную школу-интернат для одаренных детей имени Куляш Байсеитовой в классе Л. Г. Шавриной по фортепиано. Факультативно обучался композиции в классе Г. А. Жубановой. Позже окончил МГК им. Чайковского, класс профессоров В. И. Носова, Н. П. Емельяновой (1970—1975), ассистентуру-стажировку в классе Народного артиста СССР Э. Г. Гилельса (1975—1978).
Работал в АГК им. Курмангазы (1978—1999), с 2000 года Нурлан Измаилов — профессор кафедры специального фортепиано Казахского Национального Университета искусств.
Впервые с оркестром Нурлан Измаилов выступал в Большом зале Московской консерватории на дипломном экзамене по симфоническому дирижированию Толепбергена Абдрашева, исполнив «Кухонное ревю» Богуслава Мартину. Сотрудничает со многими казахстанскими и зарубежными дирижерами, среди которых Т. Абдрашев, Т. Мынбаев, К. Ахметов, В. Д. Руттер, З. Хакназаров, РинЙонг Янг, А. Мухитдинов, М. Киркхофф, Б. Батырхан, Б.Рахимжанов и многие другие. А также с различными творческими коллективами: оркестр театра оперы и балета им. Абая, Академия солистов, оркестр оперного театра им. К. Байсетовой, Оркестр государственной академической филармонии г. Астана, Карагандинский симфонический оркестр и другие.
Выступает с такими исполнителями, как Рахима Жубатурова, Алибек Днишев, Айман Мусахаджаева, Гернот Винишхофер, Макпал Бекмагамбетова, Салтанат Ахметова, Айгуль Ниязова, Гульнар Хамзина, Владимир Зубицкий, Нуржамал Усенбаева, Жанат Бактай, Талгат Мусабаев, Шахимардан Абилев, Батыржан Смаков.
Выступает с концертами в Германии, США, Италии, Китае, Дубае, Словакии, Турции, России, Белоруссии. Неоднократно был членом жюри и председателем конкурсов в Белоруссии, Армении, Китае, Италии, Казахстане и др.
Выпустил ряд студентов, среди которых многие являются лауреатами Республиканских и Международных конкурсов. Среди выпускников Нурлана Измаилова Заслуженные деятели РК Жаннат Бактай и Карина Абдуллина, лауреаты международных конкурсов Наталья Мезенцева (Франция), Юлия Симонян (Австрия-Италия), Татьяна Карягина (США) и многие другие.
Нурлан Измаилов является автором транскрипции для фортепиано соло «Народного танца» из балета «Легенда о белой птице» Г. А. Жубановой.
В 2020 году принял участие в телепередаче «Вечные ценности» с Айман Мусаходжаева на телеканале Абай ТВ.